# 埼玉県立ふじみ野高等学校
埼玉県立ふじみ野高等学校（さいたまけんりつ ふじみのこうとうがっこう）は、埼玉県ふじみ野市大井にある公立高等学校。

## 概要
大井高校と福岡高校が統合し、2013年4月に開校した。普通科のほかに、県内初のスポーツサイエンス科を設置している。
募集定員は普通科が160名、スポーツサイエンス科が80名で、両学科とも男女共学。
スポーツサイエンス科は各学年10単位以上が体育の実技・理論に関する科目で、新しく建設された「スポーツサイエンス棟」を使い、実験・実習を取り入れた授業を行っている。

## 教育組織
- 普通科
- スポーツサイエンス科

## 沿革
- 2009年 - 埼玉県教育委員会が県立高等学校「後期再編整備計画」案として、埼玉県立大井高等学校と埼玉県立福岡高等学校の統合を発表。
- 2012年10月 - スポーツサイエンス棟の工事着工。
- 2013年3月 - スポーツサイエンス棟が竣工。
- 2013年3月 - 埼玉県立大井高等学校と埼玉県立福岡高等学校が閉校。
- 2013年4月 - 2校の統合により、埼玉県立ふじみ野高等学校が大井高等学校があった場所に、普通科およびスポーツサイエンス科を設置し開校。

## 部活動
体操競技部や陸上競技部が強豪で、体操競技部は、女子団体で全国大会優勝、陸上競技部は、全国大会に出場している。他にも、スケート部も、全国大会に出場している。なお、個人で体操競技部は、アジア大会、世界大会に出場している。他にも、水泳部、剣道部なども、関東大会に出場している。また文化部の写真部も全国大会に出品されている。

## 施設
体育科があった大井高校に開校したため、体育施設が充実している。全て大井高校時代からあった施設だが、スポーツサイエンス棟は新たに建設し、2013年3月に完成した。
- 普通教室棟
- 特別教室棟
- スポーツサイエンス棟（講義室・実習室）
- 2つの体育館（第1体育館・第2体育館）
- 格技場（2階建）
- 50m公認プール
- 雨天練習場（第2体育館の1階部分）
- 啓心館（食堂・合宿所）
- 野球場
- 陸上グラウンド
- グラウンド（サッカー・ラグビーなど共用）
- テニスコート（4面）
- ハンドボールコート（2面）

## 交通
- 東武東上線・ふじみ野駅より徒歩約25分。
- 東武東上線・ふじみ野駅西口より東武バス「大井循環」または「上福岡駅東口」行きに乗車し、「ふじみ野高校前」バス停下車、徒歩1分。